# Hirkanijske šume
Hirkanijske šume (perz. جنگل‌های هیرکانی, azerski: Hirkan meşələri) su ekoregija širokolisne i mješovite šume umjerenih predjela sjevernog Irana i južnog Azerbajdžana, površine od 55.000 km², koja se pruža 850 km duž južne obale Kaspijskog jezera. Ovo područje bujnih šuma dobilo je ime po drevnoj regiji Hirkaniji. Ovaj jedinstveni šumoviti masiv predstavlja nevjerojatnu bioraznolikost flore s 44% vaskularnih biljaka poznatih u Iranu iako pokriva samo 7% zemlje. Zbog toga su 2019. godine hirkanijske šume upisane na UNESCO-ov popis mjesta svjetske baštine u Aziji. U rujnu 2023. godine lokalitet baštine proširen je i na dijelove šume koji se nalaze u Azerbajdžanu.

## Zemljopisne odlike
Povijest ovih širokolisnih šuma seže u razdoblje od 25 do 50 milijuna godina, kada su pokrivale veći dio ove sjeverne srednje umjerene regije. Ova drevna šumska područja povukla su se tijekom kvartarnog ledenog doba i potom se ponovo proširila kako je klima postajala blaža.
U Iranu, ova ekoregija uključuje obalu duž Kaspijskog mora i sjeverne padine planine Alborz. Ona pokriva dijelove pet sjevernih pokrajina u Iranu od istoka prema zapadu: Sjeverni Horasan, Golestan (cijela južna i jugozapadna područja, kao i dijelove istočnih krajeva gorgan ravnice, u ukupnom iznosu površine od 421.373 hektara), Mazandaran, Gilan i Ardabilska pokrajina. Ukupna proizvodnja drva iz ovih šuma procjenjuje se na 269.022 kubika. Nacionalni park Golestan (918,9 km²) i šuma slivova Šastkolate nalaze se u pokrajini Golestan, a u Mazandaranu zaštićeno je 184.000 hektara šume (Sklonište za divlje životinje Miankale pokriva oko 110 km²); dok je ta brojka u Gilanu 126.173 km². Na višim dijelovima na jugu, ova ekoregija prelazi u ekoregiju šumske stepe planine Alborz.
U jugoistočnom Azerbajdžanu, ova ekoregije obuhvaća dio grada Bakua gdje se nalazi Nacionalni park Abšeron (7,83 km²), te južni Lenkoranski rajon i Tališko gorje gdje se nalaze Državni rezervat Gizil-Agač (88,4 km²) i Nacionalni park Hirkan (427,97 km²).
Klima ekoregije je vlažna suptropska na srednjim nadmorskim visinama, a u oceanskim i planinskim područjima je umjerena kontinentalna klima, s većinom oborina koje se javljaju u jesen, zimi i proljeće. Alborz gorje je najviše gorje na srednjem Istoku koja hvata vlagu s Kaspijskog mora. Godišnja količina oborina kreće se od 900 mm na istoku do 1600 mm na zapadu, što ovu ekoregiju čini mnogo bujnijom od pustinjske, polupustinjske i stepske ekoregije na njenim granicama.

## Flora
Prirodna šumska vegetacija je bjelogorica kritosjemenjača s 32,7 % šuma koju čini orijentalna bukva (Fagus orientalis). Bioraznolikost je izvanredna s preko 3200 dokumentiranih vrsta vaskularnih biljaka. Glavna značajka regije je nedostatak četinjača; prisutne su samo relikvije četinjača, kao što su: obična tisa, smreka, obični čempres i kineski čempres (Platycladus orientalis). Donje padine planina Tališ i Alborz, ispod 700 metara, obiluju vlažnim šumama koje sadrže hrast, kesten, obični grab ( Carpinus betulus ), perzijska parocija (Parrotia persica), kavkaška zelkova (Zelkova carpinifolia), svilasta albicija (Albizia julibrissin), i dragun (Diospyros lotus) zajedno s grmljem kao što su: božikovina, veprina, bun Atropa pallidiflora i bršljan Hedera pastuchovii.
Ostale domaće vrste drveća uključuju kaspijska gledicija (Gleditsia caspica), baršunasti javor (Acer velutinum), kapadokijski javor (Acer cappadocicum), obični jasen, gorski brijest, trešnja, brekinja i krupnoslisna lipa (Tilia platyphyllos). Najstarija stabla koja se ovdje mogu pronaći stara su 300-400 godina, a neka mogu biti stara i do 500 godina.
- Državna šuma Sisangan, Mazandaran, Iran
- Hirkanijska šuma na sjeveru Irana 2016.
- Hirkanijska šuma u pokrajini Gilan, Iran
- Nacionalni park Hirkan, Azerbajdžan
- Hirkanijska širokolisna listopadna šuma u Leričkom rajonu, Azerbajdžan

## Fauna
Do danas je zabilježeno 180 vrsta ptica tipičnih za širokolisne umjerene šume i 58 vrsta sisavaca. Kaspijski tigar je nekoć lutao ovim planinama, ali danas je izumro. Ostali krupni sisavci ovdje su: perzijski leopard, ris, smeđi medvjed, divlja svinja, vuk, zlatni čagalj, tropska mačka, jazavac i vidra.  Hirkanijske šume služile kao utočište određenim vrstama tijekom klimatskih promjena u miocenu i pleistocenu. Endemske vrste koje se mogu pronaći samo u Hirkanijskim šumama su, između ostalih: Iranski puh (Glis persicus), šišmiš Myotis hyrcanicus,  poljska rovka (Crocidura leucodon) i perzijski potočni daždevnjak (Paradactylodon persicus).
Ova je ekoregija važno odmaralište za ptice koje se sele između Rusije i Afrike i stoga je ključno stanište mnogih vrsta ptica, kao što su: divlja guska (Anser anser),  lisasta guska (Anser albifrons), mala droplja, blistavi ibis, čaplja žličarka, gak (Nycticorax nycticorax), guska crvenovoljka (Branta ruficollis), sivi sokol, dalmatinski pelikan, čaplja govedarica (Bubulcus ibis), žuta čaplja (Ardeola ralloides), plamenac, čakora (Oxyura leucocephala) i sivoprsi jareb (Tetraogallus caspius).

## Poveznice
- Božji cedrovi, Libanon
- Bjeloveška šuma
- Bukove prašume
- Shirakami-Sanchi, Japan

## Vanjske poveznice
|  | Zajednički poslužitelj ima još gradiva o temi Hirkanijske šume |